# Reaktiv effekt
Reaktiv effekt kaldes ofte blind effekt. Reaktiv effekt for et vekselstrømskredsløb er i tilfælde af sinusformet strøm lig med produktet af effektiv strøm, effektiv spænding og sinus til faseforskydningen mellem strøm og spænding. ({\displaystyle Q=U_{eff}\times I_{eff}\times sin\ \phi })
I en elektromagnetisk kraft, hvor vi har en spole snoet omkring en jernkerne, hjælper den reaktive effekt med at opbygge magnetfeltet, når strømmen vokser. Den samme energi returneres fra spolen, når strømmen i spolen falder.
Derfor "forbruger" den ikke reaktiv effekt, med andre ord udgør reaktiv effekt ikke en belastning og kan ikke omdannes til arbejde. Det er en effekt, der "svinger" mellem belastning og spændingskilde.
Den reaktive effekt skaber også et ekstra spændingstab og effekttab på kablet/lederen.
Reaktiv effekt måles i enheden VAr (reaktive voltampere) og har samme dimensioner som watt (W) og voltampere (VA). Betydende at denne kan den benyttes til beregninger af disse eller omvendt.
I elnettet er reaktiv effekt en kvalitetsparameter. Nogle af redskaberne til at styre den er bl.a termiske kraftværkers turbinegeneratorer, STATCOM, og synkronkompensator.

## Sammenligning
Man kan sammenligne reaktiv effekt med at svømme over en flod fra punkt A til punkt B. Hvis der er strøm i floden, skal man ikke sigte mod punkt B for at svømme over, men snarere mod et punkt C længere op ad floden, så strømmen fører dig til punkt B. Du skal derfor gøre noget for at svømme mod punkt C, men ender i punkt B. Du har "brugt" reaktiv effekt, men kun den aktive effekt er nyttig. (At du er kommet til punkt B.)